# AKSION
AKSION (АКΣΙΟΝ) – chór Prawosławnej Katedry pw. św. Mikołaja w Białymstoku.

## Historia
Chór powstał w 1982. Jego pierwszym dyrygentem i założycielem był ks. Bazyli Dubec. Od 1988 z zespołem pracuje ks. protodiakon Aleksander Łysynkiewicz. Chór tworzą uczniowie szkół średnich, studenci oraz młodzież pracująca. Głównym celem chóru jest śpiew podczas nabożeństw, jednak często występował poza murami świątyni, biorąc udział w:
- Prawosławnych Wieczorach Kolęd w Filharmonii Białostockiej
- Międzynarodowym Festiwalu Muzyki Cerkiewnej Hajnówka, którego chór jest wielokrotnym laureatem w kategorii chórów parafialnych miejskich
- Białostockich Dniach Muzyki Cerkiewnej.
- Nagraniach dla Telewizji Białystok
- Dniach Muzyki Sakralnej w Rzeszowie (1994)
- Obchodach 100-lecia Cerkwi w Białowieży (1995)
- Spotkań Ekumenicznych – z papieżem Janem Pawłem II w Drohiczynie (2000)
- Misterium Wielkanocnym w kościele św. Tomasza w Warszawie (2000)
- Festiwalu Trzech Kultur we Włodawie (2001)

i innych.
Do 2008 chór występował jako „Chór młodzieżowy parafii pw. św. Mikołaja w Białymstoku”. Od tego roku funkcjonuje jako „Katedralny chór parafii pw. św. Mikołaja”.

## Nagrania
Zespół w 2001 nagrał pierwszą w swym dorobku płytę z prawosławnymi kolędami Diwnaja Nowina.

## Osiągnięcia
- 1990 – IX Ogólnopolskie Dni Muzyki Cerkiewnej Hajnówka – I miejsce
- 1991 – X Międzynarodowy Festiwal Muzyki Cerkiewnej „Hajnówka” – I nagroda
- 1992 – XI Międzynarodowy Festiwal Muzyki Cerkiewnej „Hajnówka” – Wyróżnienie
- 1993 – XII Międzynarodowy Festiwal Muzyki Cerkiewnej „Hajnówka” – I nagroda
- 1994 – XIII Międzynarodowy Festiwal Muzyki Cerkiewnej „Hajnówka” – I nagroda
- 1995 – XIV Międzynarodowy Festiwal Muzyki Cerkiewnej „Hajnówka” – Wyróżnienie
- 1996 – XV Międzynarodowy Festiwal Muzyki Cerkiewnej „Hajnówka” – I nagroda
- 2000 – XIX Międzynarodowy Festiwal Muzyki Cerkiewnej „Hajnówka” – I nagroda
- 2001 – XX Międzynarodowy Festiwal Muzyki Cerkiewnej „Hajnówka” – II nagroda
- 2003 – Międzynarodowy Festiwal Muzyki Cerkiewnej „Hajnówka” – I miejsce
- 2003 – VI Łódzki Festiwal Chóralny „Cantio Lodziensis” – II miejsce
- 2004 – I Ogólnopolski Konkurs Chórów „Ars Liturgica” w Toruniu – I miejsce w kategorii chórów kościelnych i Nagroda Specjalna Ceremoniarza Biskupiego Katedry Toruńskiej ks. Wojciecha Niedźwieckiego.